# Lâu đài Harlech
Lâu đài Harlech (tiếng Wales: Castell Harlech) là một pháo đài thời Trung cổ được xây dựng trên một khối đá gần biển Ireland thuộc Harlech, Gwynedd, Wales. Nó được Edward I cho xây dựng trong cuộc chinh phục xứ Wales từ năm 1282 đến 1289 với chi phí khá khiêm tốn là 8.190 bảng. Trong vài thế kỷ tiếp theo, lâu đài đóng một vai trò quan trọng trong một số cuộc chiến, chống lại cuộc bao vây của Madog ap Llywelyn trong các năm 1294–95, nhưng nó đã rơi vào tay của Owain Glyndŵr vào năm 1404. Sau đó, nó trở thành nơi cư trú và đồn chỉ huy quân sự của Glyndŵr trong phần còn lại của cuộc nổi dậy cho đến khi lực lượng Anh chiếm lại vào năm 1409. Trong chiến tranh Hoa Hồng vào thế kỷ 15, Harlech đã bị quân Lancaster chiếm giữ trong 7 năm, trước khi quân đội York chiếm đóng nó vào năm 1468 sau cuộc bao vây được tưởng niệm trong bài hát Người đàn ông của Harlech. Sau khi Nội chiến Anh bùng nổ vào năm 1642, lâu đài đã bị chiếm giữ bởi các lực lượng trung thành với Charles I cho đến năm 1647, nó là pháo đài cuối cùng đầu hàng những người ủng hộ Nghị viện. Trong thế kỷ 21, lâu đài đổ nát được quản lý bởi Cadw, cơ quan môi trường lịch sử của Chính phủ Wales, như là một điểm thu hút khách du lịch.
UNESCO coi Harlech như là một trong những "ví dụ điển hình nhất về kiến trúc quân sự cuối thế kỷ 13 và đầu thế kỷ 14 ở châu Âu" và nó đã được công nhận như là một phần tạo nên Di sản thế giới Các lâu đài và tường thành thời vua Edward I tại Gwynedd. Lâu đài được xây dựng bằng đá sa thạch địa phương với một thiết kế đồng tâm, một nhà cổng lớn dễ dàng quan sát người vào trong. Biển ban đầu gần lâu đài hơn rất nhiều so với hiện tại với một cổng dẫn nước và một khay nâng dài của các bậc máng dẫn nước xuống từ lâu đài xuống bờ biển cũ, cho phép lâu đài có thể được tiếp tế từ bờ biển trong các cuộc bao vây. Để phù hợp với các lâu đài khác của Edward ở Bắc Wales, kiến trúc của Harlech như là một mạch nối với những lâu đài khác được tìm thấy trong vương quốc Savoy cùng thời kỳ, một ảnh hưởng có lẽ bắt nguồn từ nguồn gốc Savoy của kiến trúc sư chính James của Saint George.

## Lịch sử

### Thế kỷ 13-14

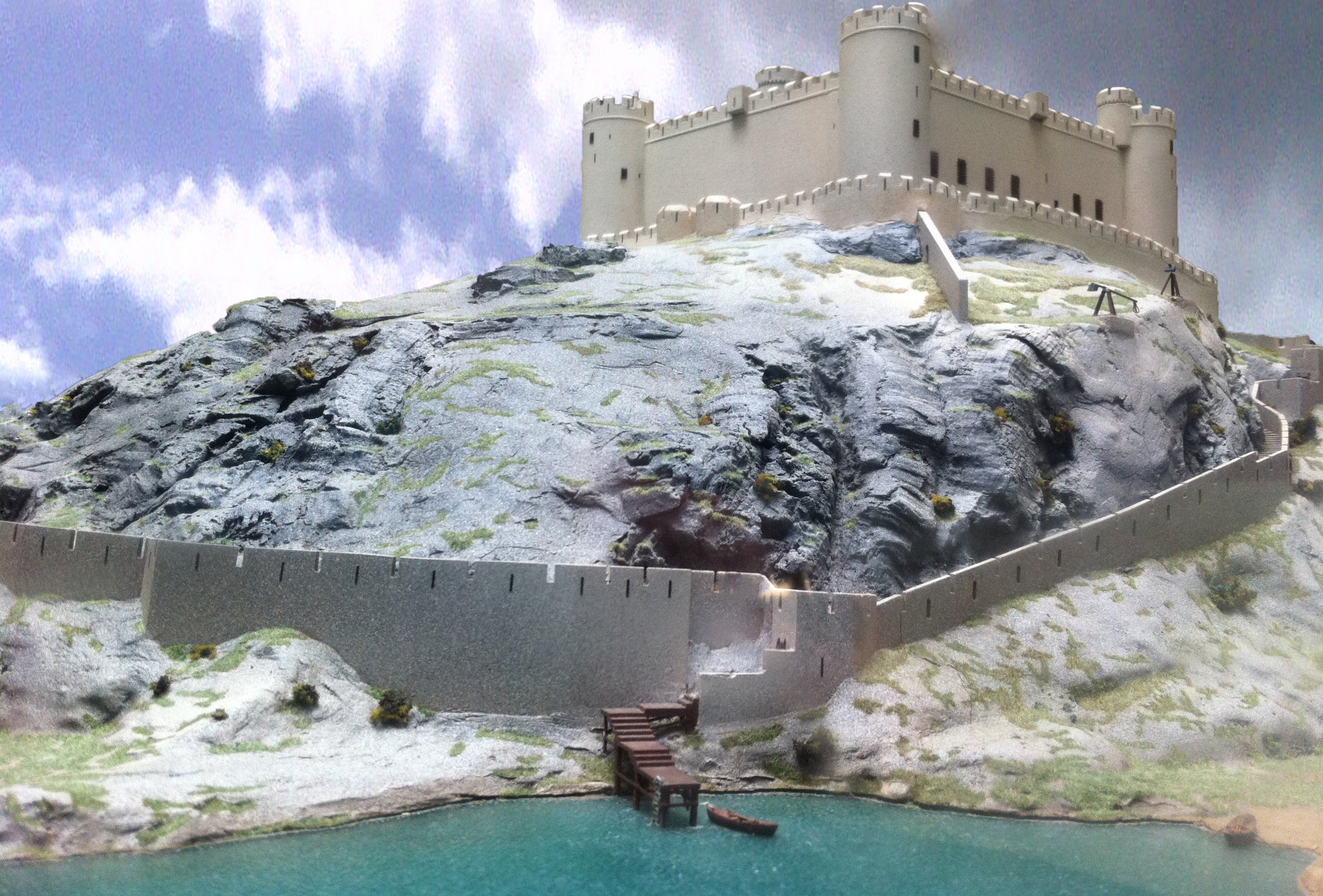
Tái dựng hình ảnh lâu đài vào đầu thế kỷ 14, nhìn từ biển.

Trong thần thoại địa phương, địa điểm của lâu đài Harlech ở Bắc Wales gắn liền với truyền thuyết về Branwen, một công chúa xứ Wales, nhưng không có bằng chứng nào về một pháo đài của người bản địa xứ Wales được xây dựng ở đó. Các vị vua của Anh và các hoàng tử xứ Wales đã tranh giành quyền kiểm soát Bắc Wales kể từ những năm 1070 và cuộc xung đột đổi mới trong thế kỷ 13 khi Edward I can thiệp vào Bắc Wales lần thứ hai trong triều đại của ông vào năm 1282. Ông đã xâm chiếm bằng một lực lượng quân đội khổng lồ, tiến về phía bắc từ Carmarthen, về phía tây từ Montgomery và Chester. Các lực lượng Anh tiến xuống thung lũng Conwy, qua Dolwyddelan và Castell y Bere để đến Harlech mà Otto de Grandson đã lấy được với 560 lính bộ binh trong tháng 5.
Edward đã ra lệnh xây dựng một lâu đài tại Harlech, một trong bảy tòa nhà được xây dựng trên khắp Bắc Wales sau chiến dịch năm 1282. Tiền để lo chi phí cho giai đoạn đầu đã được chuyển đến vào giữa tháng 5, các thợ mộc và 35 thợ xây nhà bằng đá đã được đưa đến trong tháng 6 và 7 để bắt đầu công việc. Vào mùa đông năm 1283, phần đầu tiên dài 15 foot (4,6 m) của bức tường trong được xây dựng xong, cho phép lâu đài được bảo vệ trong trường hợp bị tấn công, và một thị trấn nhỏ theo kế hoạch đã được thành lập cùng với lâu đài. John de Bonvillars được chỉ định là đốc quân của lâu đài vào năm 1285. Sau khi ông qua đời năm 1287 thì vợ ông là Agnes đã đảm nhận vai trò này cho đến năm 1290.
Việc xây dựng tiếp tục dưới sự chỉ đạo chung là James của Saint George, một kiến trúc sư và kỹ sư quân sự của Savoy. Năm 1286 là thời kỳ cao điểm có quá trình xây dựng khi có tới 546 lao động phổ thông, 115 thợ mỏ, 30 thợ rèn, 22 thợ mộc, 227 thợ đá và tiêu tốn 240 bảng Anh mỗi tháng. Lâu đài về cơ bản đã hoàn thành vào cuối năm 1289 với chi phí ước tính là 8.190 bảng Anh, chiếm khoảng 10% trong tổng số 80.000 bảng mà Edward đã chi ra cho việc xây dựng các lâu đài ở xứ Wales từ năm 1277 đến 1304.
Harlech được thành lập với một đơn vị đồn trú gồm 36 người gồm: một đốc quân; 30 người đàn ông trong đó có 10 lính nỏ, giáo sĩ, thợ rèn, thợ mộc, thợ đá mỗi loại một người. Master James được tưởng thưởng với vai trò là đốc quân đầu tiên của Harlech từ năm 1290–93. Năm 1294, Madog ap Llywelyn bắt đầu một cuộc nổi dậy chống lại sự cai trị của Anh lan nhanh qua xứ Wales. Một số thị trấn do người Anh nắm giữ đã bị san bằng và Harlech cùng với Criccieth và Aberystwyth đã bị bao vây vào mùa đông năm đó. Nguồn cung cấp nước ngọt và thực phẩm tươi được gửi từ Ireland qua đường biển, đến cửa nước của Harlech và cuộc nổi dậy đã bị dập tắt. Sau hậu quả của cuộc nổi dậy, các tuyến phòng thủ bổ sung được xây dựng xung quanh tuyến đường xuống biển. Công việc tiếp theo được thực hiện giữa 1323–24 sau chiến tranh Despenser. Edward II của Anh tại Wales bị đe dọa bởi gia tộc Mortimer Marcher Lord và lệnh cho quận trưởng của ông là Sir Gruffudd Llwyd mở rộng hệ thống phòng thủ dẫn đến nhà cổng với các tòa tháp bổ sung.

### Thế kỷ 15-17

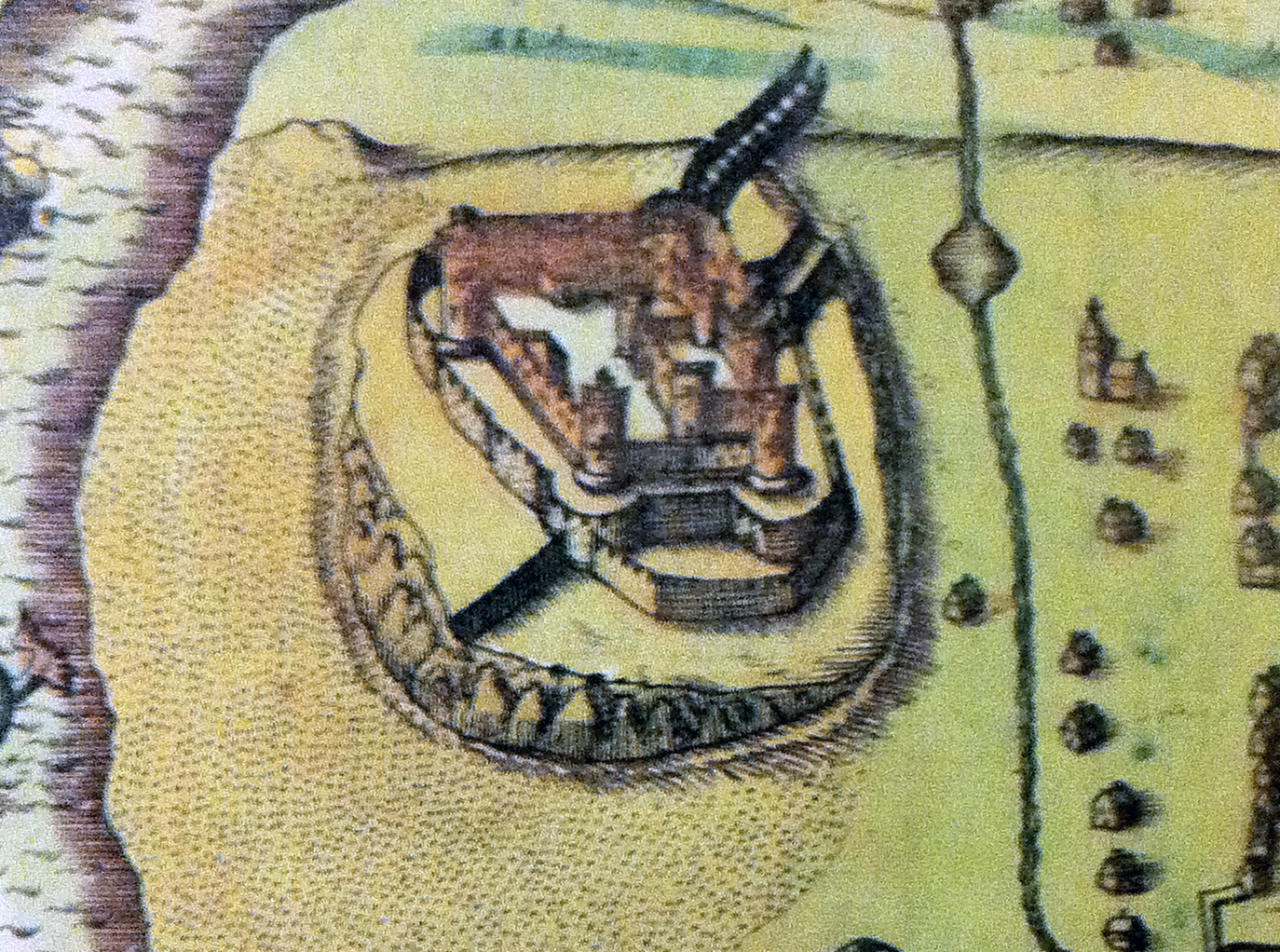
Lâu đài Harlech được mô tả bởi John Speed, năm 1610.

Năm 1400, một cuộc nổi dậy đã nổ ra ở Bắc Wales chống lại sự cai trị của Anh do Owain Glyndŵr lãnh đạo. Đến năm 1403, chỉ có một số ít lâu đài bao gồm cả Harlech là vẫn đứng vững trước phiến quân, nhưng lâu đài không được trang bị đầy đủ và thiếu nhân sự để chống lại một cuộc bao vây, đồn trú chỉ có ba khiên chắn, tám mũ sắt, sáu giáo dài, mười cặp găng tay, và bốn khẩu súng. Vào cuối năm 1404, lâu đài đã rơi vào tay của Glyndŵr. Harlech trở thành nơi cư trú, nhà của gia đình và trụ sở quân sự của Glyndŵr trong bốn năm sau đó. Ông đã tổ chức nghị viện thứ hai tại Harlech vào tháng 8 năm 1405. Năm 1408, lực lượng Anh dưới sự chỉ huy của vị vua tương lai Henry V đã tấn công nhằm chiếm lại Harlech bằng một cuộc bao vây và bắn phá bằng đại bác khiến các phần phía nam và phía đông của bức tường ngoài bị hư hại đáng kể, tuy nhiên nó vẫn đứng vững được dưới sự chỉ huy của Edmund Mortimer. Khi không thành công trong việc chiếm lấy lâu đài, Henry đã để John Talbot phụ trách cuộc bao vây và chuyển sang tiến công lâu đài Aberystwyth. Nguồn cung cuối cùng dần cạn kiệt, Mortimer và nhiều binh lính của ông ta chết vì kiệt sức, Harlech cuối cùng đã gục ngã vào tháng 2 năm 1409.
Vào thế kỷ 15, Harlech rơi vào một loạt các cuộc nội chiến được gọi là Chiến tranh Hoa Hồng giữa các phe phái đối địch của nhà Lancaster và York. Vào năm 1460, sau trận Northampton, nữ hoàng Marguerite d'Anjou, Vương hậu Anh đã trốn đến lâu đài, và giữa năm 1461–68 thì lâu đài đã được tổ chức lại bởi những người ủng hộ nhà Lancaster của bà dưới sự chỉ huy của Dafydd ap Ieuan để chống lại Edward IV nhà York. Nhờ hệ thống phòng thủ sẵn có và tuyến đường tiếp tế dễ dàng bằng đường biển, Harlech đã đứng vững trong khi các pháo đài khác sụp đổ, và cuối cùng nó trở thành thành trì lớn cuối cùng vẫn nằm dưới sự kiểm soát của nhà Lancaster. Lâu đài trở thành căn cứ cho các hoạt động của họ trên khắp khu vực: kế hoạch xây dựng từ năm 1464 khi Sir Richard Tunstall tiến hành các cuộc tấn công từ Harlech vào năm 1466 và Jasper Tudor đổ bộ đến đó với quân tiếp viện của Pháp vào năm 1468 trước khi đánh phá thị trấn Denbigh. Sự xuất hiện của Tudor khiến Edward IV phải ra lệnh cho William Herbert huy động một đội quân có thể lên tới 10.000 người để chiếm lấy lâu đài cuối cùng này. Sau một tháng bao vây, đội quân đồn trú nhỏ đã đầu hàng vào ngày 14 tháng 8. Cuộc bao vây này được ghi nhận là nguồn cảm hứng cho bài hát Người đàn ông của Harlech.
Cuộc nội chiến Anh nổ ra vào năm 1642 giữa những người ủng hộ Hoàng gia Charles I và những người ủng hộ Nghị viện. Harlech dường như đã không được sửa chữa sau cuộc bao vây năm 1468 và đã trở nên hoàn toàn đổ nát, ngoại trừ nhà cổng. Trong năm 1644, hoàng tử Rupert của Rhine bổ nhiệm một nhân vật hoàng gia địa phương là thượng tá William Owen là người có thể xây dựng các lâu đài và Owen được giao nhiệm vụ sửa chữa công sự này. Một cuộc bao vây kéo dài diễn ra từ tháng 6 năm 1646 đến 15 tháng 3 năm 1647, đồn trú của 44 người sau đó đã đầu hàng Thiếu tướng Thomas Mytton. Lâu đài là pháo đài hoàng gia trên đất liền cuối cùng đầu hàng trong cuộc chiến tranh, và ngày hôm đó cũng đánh dấu sự kết thúc giai đoạn đầu của cuộc chiến. Lâu đài sau đó không còn cần thiết cho an ninh của Bắc Wales và để ngăn chặn bất cứ hành động sử dụng nào nữa của Hoàng gia, Nghị viện đã ra lệnh xem nhẹ nó hoặc phá hủy. Tuy nhiên, mệnh lệnh trên chỉ được thực hiện một phần, khi cầu thang cổng bị phá hủy và lâu đài không thể sử dụng được, nhưng nó không bị phá hủy hoàn toàn. Đá từ lâu đài sau đó được tái sử dụng để xây dựng nhà ở thị trấn địa phương.

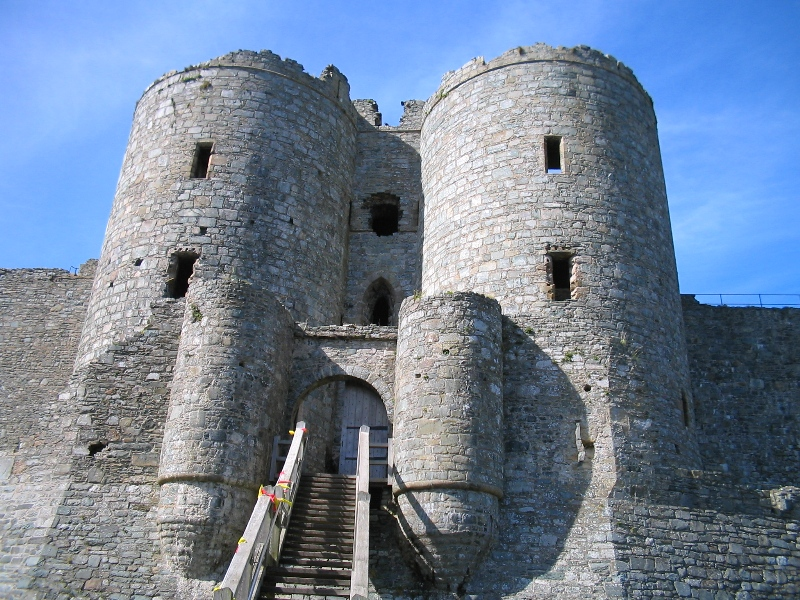
Nhà cổng của lâu đài.

### Thế kỷ 18-21
Vào cuối thế kỷ 18 và 19, tàn tích đẹp như tranh vẽ của lâu đài Harlech bắt đầu thu hút các chuyến thăm từ các nghệ sĩ nổi tiếng, bao gồm John Cotman, Henry Gastineau, Paul Sandby, J. M. W. Turner và John Varley. Năm 1914, nó được chuyển quyền kiểm soát từ một bất động sản hoàng gia tại Merionethshire sang Văn phòng Công trình, đơn vị đã bắt đầu một dự án phục hồi lớn sau khi Thế chiến thứ nhất kết thúc. Năm 1969, lâu đài trở thành tài sản của Văn phòng xứ Wales và sau đó là Cadw, đơn vị quản lý lâu đài vào thế kỷ 21 như là một địa điểm thu hút khách du lịch. Harlech sau đó như là một phần của Các lâu đài và tường thành thời vua Edward I tại Gwynedd được UNESCO công nhận là Di sản thế giới từ năm 1986. UNESCO coi Harlech là một trong những "ví dụ điển hình nhất về kiến trúc quân sự cuối thế kỷ 13 và đầu thế kỷ 14 ở châu Âu".

## Kiến trúc

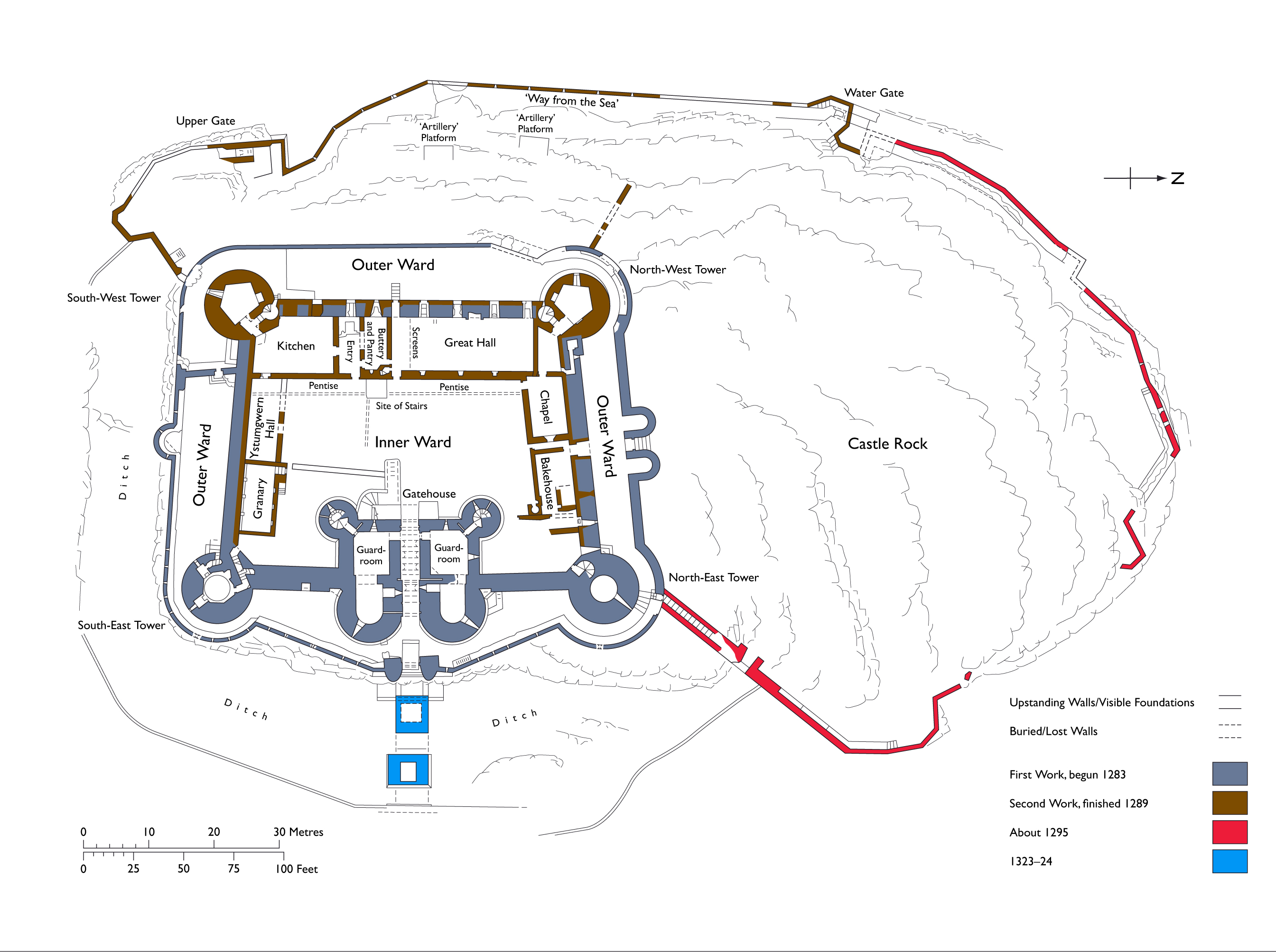
Mặt cắt của lâu đài Harlech

Lâu đài Harlech nằm trên một phần của Mái vòm Harlech, một khối đá cao gần 200 foot (61 m), đất hạ dần về phía bắc và tây, một đường mương cắt vào đá bảo vệ các lối tiếp cận còn lại đến lâu đài. Lâu đài có thiết kế đồng tâm với hàng phòng thủ bên trong được bao bọc bởi một cái khác tạo thành một khu vực bên trong và bên ngoài, bức tường bên ngoài ban đầu có phần cao hơn ngày nay. Harlech được xây dựng từ sa thạch địa phương có màu xám xanh, với các khối lớn đồng đều ở tòa tháp và không đều được sử dụng để làm mương dẫn cùng các bức tường. Một loại đá sa thạch vàng mềm hơn được sử dụng để trang trí bên trong lâu đài, có thể là đã được khai thác từ khu vực xung quanh Tu viện Egryn gần Barmouth.
Lối vào chính của lâu đài đi qua một cây cầu đá bắc qua một con mương, một bên là hai tháp cầu và một bên là nhà cổng; phần còn lại của tháp cầu ngày nay và một lối vào bằng gỗ tới nhà cổng thay thế cây cầu đá cũ. Một cổng dẫn nước hướng ra một cầu thang được bảo vệ gồm 127 bậc chạy xuống chân vách đá. Vào thế kỷ 13, biển gần sát cầu thang, cho phép tiếp tế bằng đường biển một cách dễ dàng, nhưng ngày nay biển đã rút đáng kể, khiến cho việc hình dung việc này trong bối cảnh ban đầu trở nên khó khăn hơn.
Nhà cổng được thiết kế đôi khi được gọi là kiểu Tonbridge trở nên phổ biến trong thế kỷ 13 với hai tòa tháp phòng thủ "hình chữ D" đồ sộ ở ngay lối vào. Lối đi vào lâu đài được bảo vệ bởi ba cổng và ít nhất hai cánh cửa nặng. Nhà cổng có hai tầng phía trên, được chia thành nhiều phòng khác nhau. Mỗi tầng có ba cửa sổ lớn nhìn ra khu vực bên trong, tầng hai có thêm hai cửa sổ lớn ở hai bên nhà cổng. Cổng cũng được trang bị lò sưởi và ban đầu có những ống khói nổi bật. Việc sử dụng các phòng này làm gì là chủ đề của các cuộc tranh luận trừu tượng. Nhà sử học A. J. Taylor lập luận rằng, tầng thứ nhất của nhà cổng được sử dụng bởi lính canh như là chỗ ở còn tầng thứ hai được sử dụng của những người có cấp bậc cao hơn. Jeremy Ashbee lại cho rằng chỗ của những người có cấp bậc cao hơn nằm ở khu vực bên trong và nhà cổng ở tầng này được sử dụng cho các mục đích khác.
Khu vực bên trong được bảo vệ bởi bốn tòa tháp tròn lớn ở bốn góc. Theo thời gian, chúng có những cái tên khác nhau. Vào năm 1343, theo chiều kim đồng hồ từ phía đông bắc chúng lần lượt được gọi là Le Prisontour, Turris Ultra Gardinium, Le Wedercoktour và Le Chapeltour; nhưng đến năm 1564 chúng được đổi thành các tháp Debtors, Mortimer, Bronwen và Armourer. Le Prisontour là tháp canh kết hợp một hầm ngục và Le Chapeltour có thể đã là một xưởng sản xuất pháo trong thế kỷ 16. Một số phạm vi của các tòa nhà được xây dựng xung quanh khu vực sân trong, bao gồm nhà nguyện, nhà bếp, tòa nhà dịch vụ, kho lương và một hội trường lớn. Tường răng cưa ban đầu có thể được xây dựng với ba hình chạm đầu mái tương tự như lâu đài Conwy, mặc dù còn rất ít dấu tích của nó thời hiện đại.
Kiến trúc của Harlech có liên hệ chặt chẽ với kiến trúc tương tự được tìm thấy ở vương quốc Savoy cùng thời kỳ. Đó là cửa vòm bán nguyệt, cửa sổ phong cách, rầm tháp và vị trí lỗ dựng giàn giáo, thường được cho là ảnh hưởng từ kiến trúc sư Savoy Master James. Tuy nhiên, liên kết giữa Harlech và Savoy không chỉ đơn giản như vậy, vì trong một số trường hợp, các cấu trúc có liên quan đến Savoy đã được xây dựng ngay cả sau khi James rời khỏi vùng. Do đó, sự giống nhau giữa các chi tiết kiến trúc có thể là kết quả rộng hơn là vai trò của các thợ thủ công và kỹ sư Savoy trong dự án xây dựng Harlech.

### Sách trích dẫn
- Ashbee, Jeremy A. (2007). Conwy Castle. Cardiff, UK: Cadw. ISBN 978-1-85760-259-3.
- Ashbee, Jeremy A. (2010). "The King's Accommodation at his Castles". Trong Williams, Diane; Kenyon, John (biên tập). The Impact of Edwardian Castles in Wales. Oxford, UK: Oxbow Books. tr. 72–84. ISBN 978-1-84217-380-0.
- Cannon, John (1997). The Oxford Companion to British History. Oxford, UK: Oxford University Press. ISBN 978-0-19-866176-4.
- Coldstream, Nicola (2010). "James of St George". Trong Williams, Diane; Kenyon, John (biên tập). The Impact of Edwardian Castles in Wales. Oxford, UK: Oxbow Books. tr. 37–45. ISBN 978-1-84217-380-0.
- Davies, R. R. (1995). The Revolt of Owain Glyn Dŵr. Oxford, UK: Oxford University Press. ISBN 978-0-19-820508-1.
- Goodall, John (2011). The English Castle. New Haven, US and London, UK: Yale University Press. ISBN 978-0-300-11058-6.
- Gravett, Christopher (2007). The Castles of Edward I in Wales 1277–1307. Oxford, UK: Osprey Publishing. ISBN 978-1-84603-027-7.
- Hicks, Michael (2012). The Wars of the Roses. New Haven, US and London, UK: Yale University Press. ISBN 978-0-300-18157-9.
- Hutton, Ronald (1999). The Royalist War Effort 1642–1646 (ấn bản thứ 2). London, UK: Routledge. ISBN 978-0-203-00612-2.
- Liddiard, Robert (2005). Castles in Context: Power, Symbolism and Landscape, 1066 to 1500. Macclesfield, UK: Windgather Press Ltd. ISBN 0-9545575-2-2.
- Lilley, Keith D. (2010). "The Landscapes of Edward's New Towns: Their Planning and Design". Trong Williams, Diane; Kenyon, John (biên tập). The Impact of Edwardian Castles in Wales. Oxford, UK: Oxbow Books. tr. 99–113. ISBN 978-1-84217-380-0.
- Lott, Graham (2010). "The Building Stones of the Edwardian Castles". Trong Williams, Diane; Kenyon, John (biên tập). The Impact of Edwardian Castles in Wales. Oxford, UK: Oxbow Books. tr. 114–120. ISBN 978-1-84217-380-0.
- McNeill, Tom (1992). English Heritage Book of Castles. London, UK: English Heritage and B. T. Batsford. ISBN 0-7134-7025-9.
- Morris, Marc (2004) [2003]. Castle: A History of the Buildings that Shaped Medieval Britain. London, UK: Pan Books. ISBN 0-330-43246-X.
- Phillips, Alan (1961). Harlech Castle Official Guidebook. London: Her Majesty's Stationery Office (HMSO).
- Pounds, N. J. G. (1994). The Medieval Castle in England and Wales: A Social and Political History. Cambridge, UK: Cambridge University Press. ISBN 978-0-521-45099-7.
- Taylor, Arnold (1974). The Kings Works in Wales. London, UK: HMSO. ISBN 0-11-670556-6.
- Taylor, Arnold (2007). Harlech Castle. Cardiff, UK: Cadw. ISBN 978-1-85760-257-9.
- Taylor, Arnold (2008). Caernarfon Castle and Town Walls. Cardiff, UK: Cadw. ISBN 978-1-85760-209-8.
- Thompson, M. W. (1994). The Decline of the Castle. Leicester, UK: Magna Books. ISBN 978-1-85422-608-2.